# Kwak Kyung-keun
Kwak Kyung-keun ((곽경근?, 郭慶根?); Bucheon, 10 ottobre 1972) è un ex calciatore sudcoreano, di ruolo centrocampista.

## Statistiche

### Cronologia presenze e reti in Nazionale
| Cronologia completa delle presenze e delle reti in nazionale ― Corea del Sud | Cronologia completa delle presenze e delle reti in nazionale ― Corea del Sud | Cronologia completa delle presenze e delle reti in nazionale ― Corea del Sud | Cronologia completa delle presenze e delle reti in nazionale ― Corea del Sud | Cronologia completa delle presenze e delle reti in nazionale ― Corea del Sud | Cronologia completa delle presenze e delle reti in nazionale ― Corea del Sud | Cronologia completa delle presenze e delle reti in nazionale ― Corea del Sud | Cronologia completa delle presenze e delle reti in nazionale ― Corea del Sud |
| Data                                                                         | Città                                                                        | In casa                                                                      | Risultato                                                                    | Ospiti                                                                       | Competizione                                                                 | Reti                                                                         | Note                                                                         |
| ---------------------------------------------------------------------------- | ---------------------------------------------------------------------------- | ---------------------------------------------------------------------------- | ---------------------------------------------------------------------------- | ---------------------------------------------------------------------------- | ---------------------------------------------------------------------------- | ---------------------------------------------------------------------------- | ---------------------------------------------------------------------------- |
| 27-1-1998                                                                    | Bangkok                                                                      | Egitto                                                                       | 0 – 2                                                                        | Corea del Sud                                                                | 1998 King's Cup                                                              | -                                                                            | 64’                                                                          |
| 29-1-1998                                                                    | Bangkok                                                                      | Thailandia                                                                   | 0 – 2                                                                        | Corea del Sud                                                                | 1998 King's Cup                                                              | -                                                                            | 66’                                                                          |
| 31-1-1998                                                                    | Bangkok                                                                      | Corea del Sud                                                                | 0 – 0 dts (5-4 dtr)                                                          | Egitto                                                                       | 1998 King's Cup                                                              | -                                                                            | 78’                                                                          |
| 7-2-1998                                                                     | Auckland                                                                     | Nuova Zelanda                                                                | 0 – 1                                                                        | Corea del Sud                                                                | Amichevole                                                                   | -                                                                            | 75’                                                                          |
| 11-2-1998                                                                    | Sydney                                                                       | Australia                                                                    | 3 – 1                                                                        | Corea del Sud                                                                | Amichevole                                                                   | -                                                                            | 46’                                                                          |
| 21-1-2000                                                                    | Auckland                                                                     | Nuova Zelanda                                                                | 0 – 1                                                                        | Corea del Sud                                                                | Amichevole                                                                   | -                                                                            | 82’                                                                          |
| 24-1-2000                                                                    | Palmerston North                                                             | Nuova Zelanda                                                                | 0 – 0                                                                        | Corea del Sud                                                                | Amichevole                                                                   | -                                                                            | 29’                                                                          |
| Totale                                                                       |                                                                              | Presenze                                                                     | 7                                                                            |                                                                              | Reti                                                                         | 0                                                                            |                                                                              |